# A44 road
Die A44 road (englisch für Straße A44) ist als eine durchgehend als Primary route ausgewiesene, knapp 250 km lange Fernverkehrsstraße, die Oxford mit der Westküste von Wales verbindet.

## Verlauf
Die Straße zweigt bei Oxford in der Nähe der Verknüpfung mit der A34 road von der A40 road ab und führt, zunächst teilweise vierstreifig, nach Nordwesten über Woodstock (mit dem Blenheim Palace) nach Chipping Norton, wo sie die A361 road kreuzt, nach Moreton-in-Marsh. Dort wird die A429 road gequert. Die A44 führt weiter nach Evesham, das gemeinsam mit der A46 road westlich umfahren wird. Die Fortsetzung der Straße führt nach Worcester, das durchfahren wird (die A44 verliert bei der Durchfahrung ihren Charakter als Primary route, der auf die südliche Umfahrung durch die A4440 road übergeht, nimmt diesen aber nach der Stadt wieder auf). In westlicher Richtung führt die A44 nach Bromyard, wo die A465 road abzweigt, und Leominster. Dort kreuzt sie die A49 road. Westlich von Kington (Herefordshire) wird die Grenze zu Wales überquert. In Crossgates kreuzt die A483 road, eine der durchgehenden Nord-Süd-Verbindungen in Wales, in Rhayader (walisisch Rhaeadr Gwy) trifft sie auf die A470 road, mit der sie, dem Tal des River Wye folgend, bis Llangurig die Strecke teilt. Nach der Trennung der beiden Straßen führt die A44 weiter im Tal des Wye aufwärts, überschreitet die Wasserscheide und führt nach Westen bis zu der Küstenstadt Aberystwyth, wo sie an der A487 road endet.